# Vollball
Ein Vollball ist ein in Gegensatz zu einem Hohlball, der mit Luft gefüllt ist wie z. B. ein Fußball oder Handball, ein gefüllter (voller) Ball.
Als Füllung können Tierhaare und andere Stoffe dienen. Vollbälle wurden früher als Spielbälle wie für das Schleuderball, Raffball oder Grenzball verwendet. Ein bekannter Vollball ist der Medizinball.